# Nurste
Koordinaten: 58° 47′ N, 22° 29′ O
Nurste ist ein Dorf (estnisch küla) in der Landgemeinde Hiiumaa (bis 2017: Landgemeinde Emmaste). Es liegt auf der zweitgrößten estnischen Insel Hiiumaa (deutsch Dagö).

## Beschreibung
Nurste hat 42 Einwohner (Stand 31. Dezember 2011).
Der Ort liegt zehn Kilometer vom Dorf Emmaste entfernt.